# マリア・マルガリーダ・デ・ロレーナ
マリア・マルガリーダ・デ・ロレーナ（Dona Maria Margarida de Lorena, Duquesa de Abrantes, 1713年2月2日 - 1764年7月22日）は、ポルトガルの貴族女性、宮廷女官。結婚に伴いアブランテシュ侯爵夫人、ペナギアオ伯爵夫人となったが、後に相続によって第4代アブランテシュ侯爵、第10代ペナギアオ伯爵を襲爵した。また、それらの襲爵以前にアブランテシュ公爵位を授けられた。
初代カダヴァル公爵の末子ドン・ホドリゴ・アルヴァレシュ・ペレイラ・デ・メロ（1688年 - 1713年）と、初代アブランテシュ侯爵の長女アナ・マリア・カタリナ・エンリケータ・デ・ロレーナの間の一人娘。両親は叔父と姪の間柄だった。1726年12月22日、母の弟である第2代アブランテシュ侯爵ジョアキン・フランシスコと結婚したが、間に子は生まれなかった。夫の死後、その爵位・資産はまず母に、母の死後はマリア・マルガリーダに受け継がれた。
1757年2月20日、王族ベージャ公の庶子ジョアン・ダ・ベンポスタと再婚。同年の1757年5月18日、女官の最高位である王妃女官長（衣装係主任女官、Camareira-Môr）に就任する際、国王ジョゼ1世の特旨によって終身爵位（vitalício）のアブランテシュ女公爵を受けた。これは前任者である母が1753年に受けた計らいと同様だった。夫のベンポスタにも妻の公爵位を称することが許可された。実子が無いため、死後は又従弟の第7代ヴィラ・ノーヴァ・デ・ポルティマオ伯爵（1762年 - 1828年）が相続人となった。